# Piacenza Sportiva 1945-1946
Questa pagina raccoglie le informazioni riguardanti la Piacenza Sportiva nelle competizioni ufficiali della stagione 1945-1946.

## Competizioni
Terminata la guerra, il Piacenza riprende la regolare attività nell'estate 1945, inaugurando la nuova stagione con una serie di amichevoli, tra cui la vittoria per 5-4 su una rappresentativa brasiliana formata da militari in città. Il 3 settembre Giorgio Bizzio diventa il primo presidente dopo l'interruzione bellica, e la squadra viene inserita nel girone A del campionato di Serie B-C Alta Italia 1945-1946; tornano a militare con la formazione biancorossa diversi giocatori degli anni precedenti, giunti in prestito da squadre di Serie A (Puppo, Ganelli, Gaddoni), oltre a diversi altri nuovi giocatori provenienti dalla massima serie.
Sandro Puppo inizia il campionato nelle vesti di allenatore-giocatore, per poi essere sostituito dalla quarta giornata da Renato Bodini. Il Piacenza, pur non riuscendo a inserirsi nella lotta per l'ammissione al girone promozione, trova continuità di rendimento e conclude il campionato al quarto posto. Da segnalare la partita disputata sul campo dell'Alessandria, vinta dalla squadra di Bodini per 3-2: gli incidenti avvenuti al termine della partita ad opera dei tifosi locali hanno eco sulla stampa nazionale, e la Domenica del Corriere dedica una tavola in prima pagina alla vicenda.

## Rosa[4]
| N. |                   | Ruolo | Calciatore                |
| -- | ----------------- | ----- | ------------------------- |
|    | Italia (bandiera) | P     | Carlo Borghesio           |
|    | Italia (bandiera) | P     | Cesare Milani             |
|    | Italia (bandiera) | P     | Furio Scarpellini         |
|    | Italia (bandiera) | P     | Pietro Sibella            |
|    | Italia (bandiera) | D     | Cesare Ghigini            |
|    | Italia (bandiera) | D     | Edmondo Mazzocchi         |
|    | Italia (bandiera) | D     | Giovanni Luciano Molaschi |
|    | Italia (bandiera) | D     | Sandro Puppo (capitano)   |
|    | Italia (bandiera) | D     | Angelo Simontacchi        |
|    | Italia (bandiera) | D     | Adelmo Toffanetti         |
|    | Italia (bandiera) | D     | Franco Torreggiani        |
|    | Italia (bandiera) | C     | Angelo Brandolini         |

| N. |                   | Ruolo | Calciatore        |
| -- | ----------------- | ----- | ----------------- |
|    | Italia (bandiera) | C     | Vincenzo Coltella |
|    | Italia (bandiera) | C     | Francesco Fiorani |
|    | Italia (bandiera) | C     | Angelo Fregosi    |
|    | Italia (bandiera) | C     | Luigi Ganelli     |
|    | Italia (bandiera) | C     | Santino Vaccari   |
|    | Italia (bandiera) | C     | Gino Vaghini      |
|    | Italia (bandiera) | A     | Luigi Cattaneo    |
|    | Italia (bandiera) | A     | Franco Concesi    |
|    | Italia (bandiera) | A     | Carlo Di Tullio   |
|    | Italia (bandiera) | A     | Vittorio Falconi  |
|    | Italia (bandiera) | A     | Giovanni Gaddoni  |
|    | Italia (bandiera) | A     | Otello Zironi     |

## Calciomercato
| Acquisti | Acquisti           | Acquisti         | Acquisti         |
| R.       | Nome               | da               | Modalità         |
| -------- | ------------------ | ---------------- | ---------------- |
| P        | Carlo Borghesio    | Varese           | prestito         |
| P        | Pietro Sibella     | Atalanta         |                  |
| D        | Cesare Ghigini     |                  | ripresa attività |
| D        | Sandro Puppo       | Venezia          | prestito         |
| D        | Angelo Simontacchi |                  | svincolato       |
| D        | Adelmo Toffanetti  | Modena           |                  |
| C        | Francesco Fiorani  | Codogno          |                  |
| C        | Angelo Fregosi     | Genoa            | [ 6 ]            |
| C        | Luigi Ganelli      | Napoli           | prestito         |
| C        | Giuseppe Vairo     | Alessandria      | [ 6 ]            |
| A        | Carlo Di Tullio    | Molfetta         |                  |
| A        | Vittorio Falconi   | Vigevano         |                  |
| A        | Giovanni Gaddoni   | Ambrosiana-Inter |                  |
| A        | Otello Zironi      |                  | svincolato       |

| Cessioni | Cessioni           | Cessioni  | Cessioni      |
| R.       | Nome               | a         | Modalità      |
| -------- | ------------------ | --------- | ------------- |
| P        | Remo Peroncelli    | Foligno   | fine prestito |
| P        | Cesare Poggi       | Olubra    |               |
| D        | Pietro Ilari       | Arquatese |               |
| D        | Angelo Raccone     | Pro Broni |               |
| C        | Giuseppe Barantani | Fidenza   |               |
| C        | Alberto Busconi    | Olubra    |               |
| C        | Enzo Melandri      | Parma     | fine prestito |
| A        | Giovanni Bertuzzi  | Codogno   | fine prestito |
| A        | Luciano Degara     |           | svincolato    |
| A        | Giulio Longhi      |           | svincolato    |

## Risultati

### Serie B-C Alta Italia (Girone A)

#### Girone di andata
| Arbitro: | Codeluppi (Lodi) |

|                                                                        |           |                           |
| Di Tullio 3’ Gaddoni 36’ Concesi 40’ Gaddoni 52’, 64’ Falconi 76’, 86’ | Marcatori | 60’ Canonico 89’ Cattaneo |

| Arbitro: | Savio (Torino) |

|                                              |           |  |
| Pellegrino 7’, 24’ Metelliano 47’ Chiodo 77’ | Marcatori |  |

| Arbitro: | Rosso (Torino) |

|                      |           |                                                         |
| Concesi 5’ Puppo 22’ | Marcatori | 60’ Stadella 61’ Frugali 68’, 72’ Stradella 85’ Frugali |

| Arbitro: | Bertolio (Torino) |

|                                          |           |  |
| Prelati 47’, 65’ Chendi 73’ Costanzo 88’ | Marcatori |  |

| Arbitro: | Trentin (Torino) |

|             |           |  |
| Gaddoni 72’ | Marcatori |  |

| Arbitro: | Marchetti (Milano) |

|                         |           |             |
| Barbero 49’ Sarasso 85’ | Marcatori | 64’ Gaddoni |

| Arbitro: | Zavattaro (Casale Monferrato) |

|                                                                                           |           |                  |
| Vaccari 31’ Simontacchi 38’ Lucchesi ( 44’ (aut.) Gaddoni 45’ Simontacchi 63’ Ganelli 85’ | Marcatori | 23’ Pastorino II |

| Arbitro: | Barbieri (Pavia) |

|              |           |  |
| Anastasi 73’ | Marcatori |  |

| Arbitro: | Rosso (Torino) |

|                           |           |            |
| Di Tullio 22’ Gaddoni 70’ | Marcatori | 73’ Pombia |

| Arbitro: | Gambarotta (Genova) |

|                          |           |                                    |
| Castiglia 1’ Bollano 54’ | Marcatori | 59’ (rig.) Simontacchi 74’ Vaccari |

| Arbitro: | Garassino (Varese) |

|                                              |           |                        |
| Simontacchi 34’ Concesi 45’ Ganelli 78’, 89’ | Marcatori | 15’ Colombi 38’ Asiano |

#### Girone di ritorno
| Arbitro: | Bergomi (Milano) |

|                                   |           |  |
| Parrocchetti 19’ Canonico 34’ 85’ | Marcatori |  |

| Arbitro: | Franzi (Vercelli) |

|                                                                        |           |  |
| Di Tullio 64’ Ganelli 69’ Zironi 70’ Ganelli 75’, 83’ Gaddoni 88’, 90’ | Marcatori |  |

| Arbitro: | Tibaldi (Savona) |

|                         |           |                                      |
| Stradella 10’ Rosso 75’ | Marcatori | 42’ Gaddoni 48’ Zironi 55’ Di Tullio |

| Arbitro: | Bergomi (Milano) |

|            |           |                   |
| Zironi 81’ | Marcatori | 65’, 88’ Costanzo |

| Arbitro: | Cipriani (Milano) |

|             |           |                        |
| Labbate 27’ | Marcatori | 58’ Zironi 77’ Ganelli |

| Arbitro: | Cicardi (Lecco) |

|               |           |  |
| Di Tullio 31’ | Marcatori |  |

| Arbitro: | Cicardi (Lecco) |

|            |           |              |
| Biddau 25’ | Marcatori | 2’ Di Tullio |

| Arbitro: | Bellè (Venezia) |

|             |           |  |
| Gaddoni 28’ | Marcatori |  |

| Arbitro: | Rosso (Torino) |

|                                               |           |             |
| Alberico 23’ Barberis 68’ Panagini 89’ (rig.) | Marcatori | 81’ Fiorani |

| Arbitro: | Longagnani (Modena) |

|             |           |  |
| Gaddoni 85’ | Marcatori |  |

| Arbitro: | Bertolio (Torino) |

|  |           |             |
|  | Marcatori | 85’ Vaghini |

## Statistiche

### Statistiche di squadra[10]
| Competizione      | Punti | Totale | Totale | Totale | Totale | Totale | Totale | DR |
| Competizione      | Punti | G      | V      | N      | P      | Gf     | Gs     | DR |
| ----------------- | ----- | ------ | ------ | ------ | ------ | ------ | ------ | -- |
| Serie B-C         | 26    | 22     | 12     | 2      | 8      | 44     | 36     | +8 |
| Coppa Alta Italia | 5     | 8      | 2      | 1      | 5      | 12     | 19     | -7 |
| Totale            |       | 30     | 14     | 3      | 13     | 56     | 55     | +1 |

### Statistiche dei giocatori[4]
| Giocatore      | Serie B-C | Serie B-C | Coppa Alta Italia | Coppa Alta Italia | Totale   | Totale |
| Giocatore      | Presenze  | Reti      | Presenze          | Reti              | Presenze | Reti   |
| -------------- | --------- | --------- | ----------------- | ----------------- | -------- | ------ |
| C. Borghesio   | 2         | -6        | 0                 | -0                | 2        | -6     |
| A. Brandolini  | 1         | 0         | 0                 | 0                 | 1        | 0      |
| L. Cattaneo    | -         | -         | 4                 | 0                 | 4        | 0      |
| V. Coltella    | -         | -         | 7                 | 2                 | 7        | 2      |
| F. Concesi     | 13        | 3         | 3                 | 2                 | 16       | 5      |
| C. Di Tullio   | 17        | 6         | 8                 | 3                 | 25       | 9      |
| V. Falconi     | 11        | 2         | 0                 | 0                 | 11       | 2      |
| F. Fiorani     | 9         | 1         | 6                 | 0                 | 15       | 1      |
| A. Fregosi     | 13        | 0         | 6                 | 0                 | 19       | 0      |
| G. Gaddoni     | 22        | 12        | 6                 | 1                 | 28       | 13     |
| L. Ganelli     | 20        | 7         | 2                 | 0                 | 22       | 7      |
| C. Ghigini     | 5         | 0         | 1                 | 0                 | 6        | 0      |
| E. Mazzocchi   | 3         | 0         | 0                 | 0                 | 3        | 0      |
| Milani         | 0         | 0         | 1                 | -1                | 1        | -1     |
| G. Molaschi    | 1         | 0         | 0                 | 0                 | 1        | 0      |
| S. Puppo       | 18        | 1         | 8                 | 1                 | 26       | 2      |
| F. Scarpellini | -         | -         | 3                 | -2                | 3        | -2     |
| P. Sibella     | 20        | -30       | 5                 | -16               | 25       | -46    |
| A. Simontacchi | 14        | 4         | 8                 | 0                 | 22       | 4      |
| A. Toffanetti  | 14        | 0         | 7                 | 0                 | 21       | 0      |
| F. Torreggiani | 12        | 0         | 1                 | 0                 | 13       | 0      |
| S. Vaccari     | 7         | 2         | 0                 | 0                 | 7        | 2      |
| G. Vaghini     | 12        | 1         | 2                 | 0                 | 14       | 1      |
| G. Vairo       | 19        | 0         | 8                 | 0                 | 27       | 0      |
| O. Zironi      | 9         | 4         | 3                 | 2                 | 12       | 6      |